# Оффенбах-Хундхайм
Оффенбах-Хундхайм (нем. Offenbach-Hundheim) — община в Германии, в земле Рейнланд-Пфальц. 
Входит в состав района Кузель. Подчиняется управлению Лаутереккен.  Население составляет 1192 человека (на 31 декабря 2010 года). Занимает площадь 7,91 км².